# 블라니

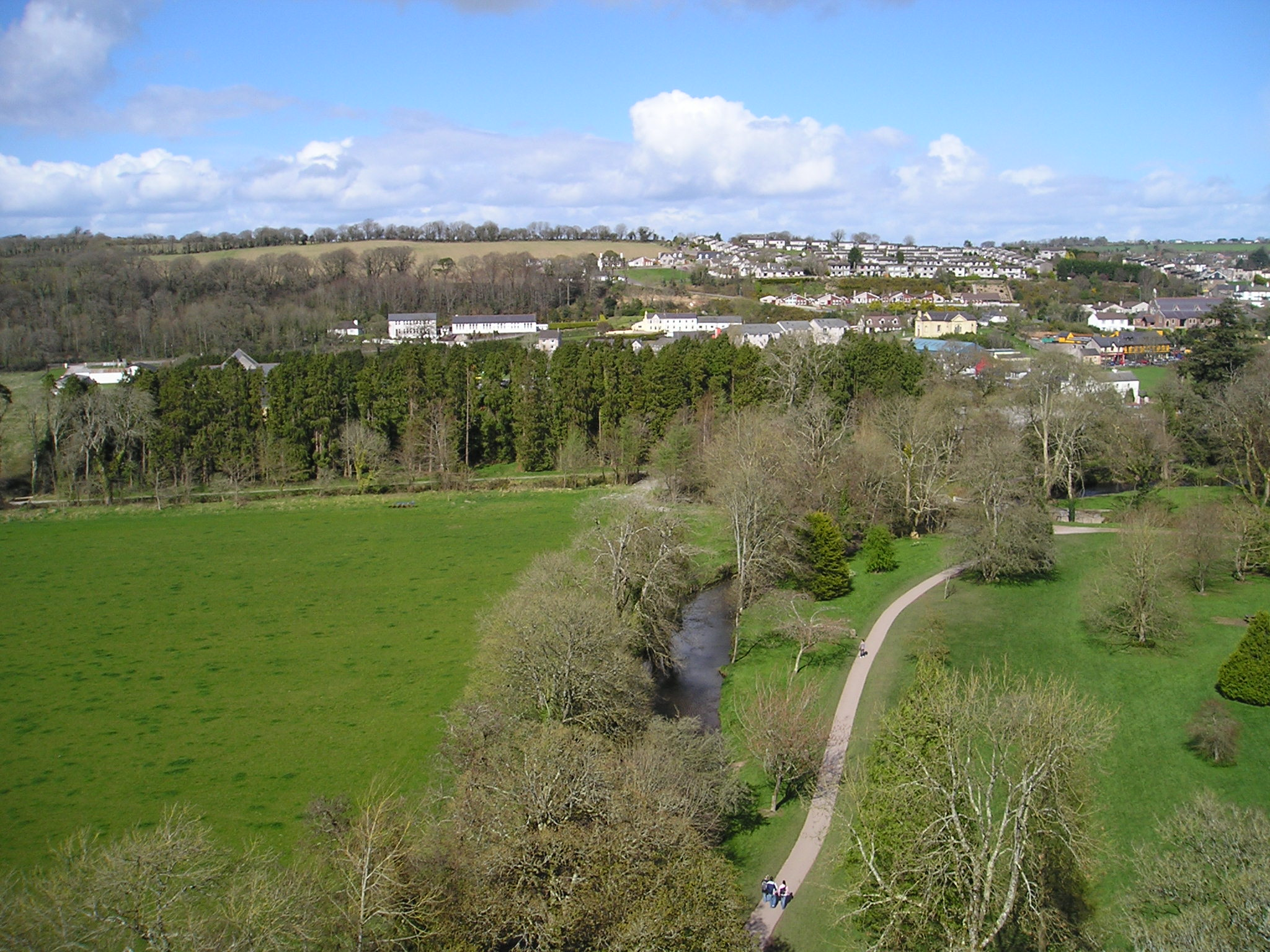

블라니(영어: Blarney, 아일랜드어: an Bhlarna)는 아일랜드 코크주의 도시이다. 블라니 성의 소재지로 유명하다.